# Bateria sobre o Alto de Ponta Delgada (Santa Cruz das Flores)

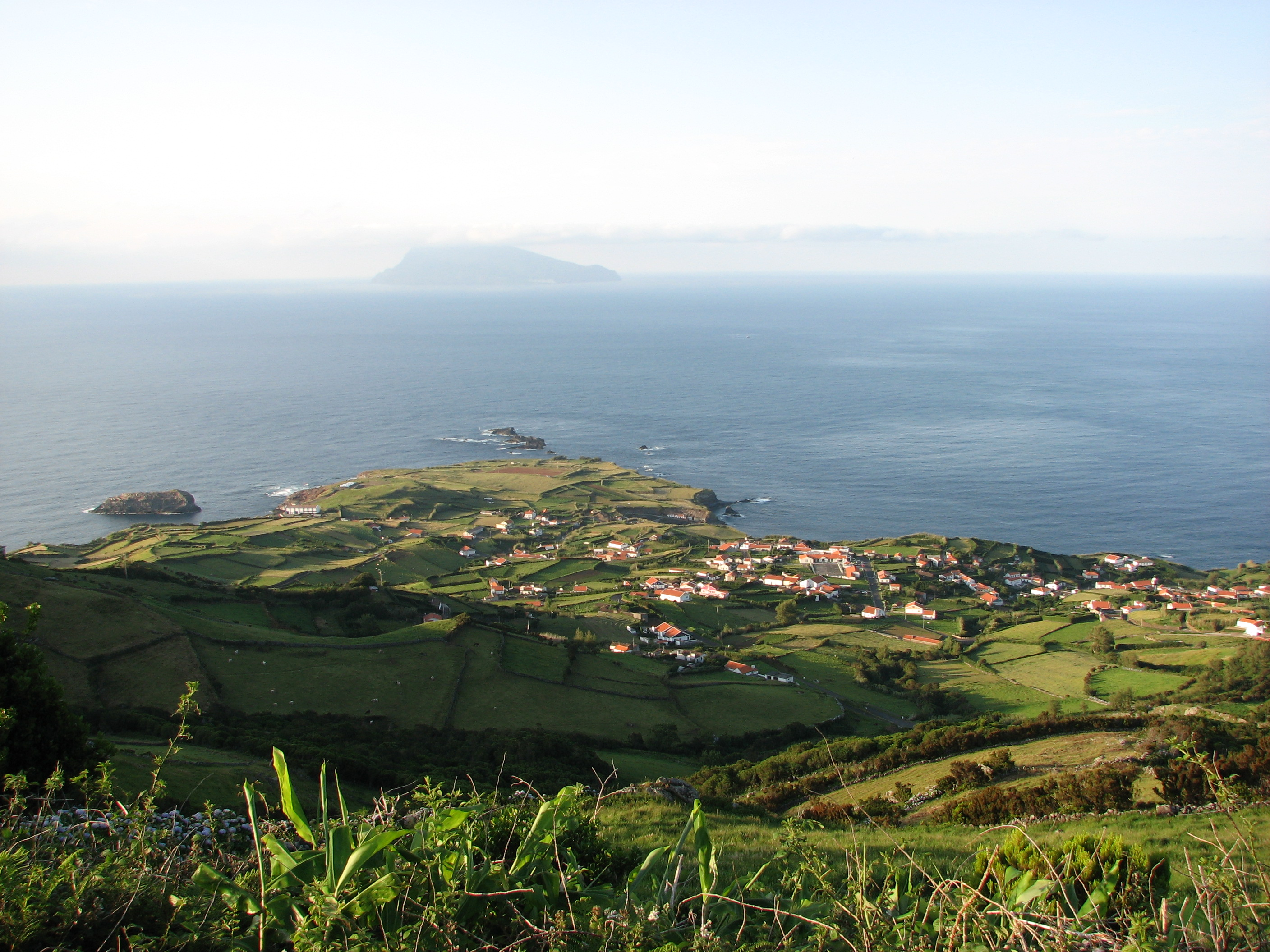
Ponta Delgada, Santa Cruz das Flores. Ao fundo a ilha do Corvo.

A Bateria sobre o Alto localizava-se na freguesia de Ponta Delgada, concelho de Santa Cruz das Flores, na costa norte da ilha das Flores, nos Açores.
Em posição dominante sobre este trecho do litoral, constituiu-se em uma bateria destinada à defesa deste ancoradouro contra os ataques de piratas e corsários, outrora frequentes nesta região do oceano Atlântico.

## História
Dela existe alçado e planta, com o título "Batarias sobre o alto de Ponta Delgada, N.º 6", de autoria do sargento-mor do Real Corpo de Engenheiros, José Rodrigo de Almeida (1822).
A estrutura não chegou até aos nossos dias.